# أوغستين شيريتا
أوغستين شيريتا (بالرومانية: Augustin Chiriță)‏ هو لاعب كرة قدم روماني في مركز الوسط، ولد في 10 أكتوبر 1975 في سلاتينا في رومانيا. لعب مع نادي كارباتي لفيف ونادي هبوعيل بئر السبع ويونيفرسيتاتيا كرايوفا.

## وصلات خارجية
- أوغستين شيريتا على موقع قاعدة بيانات كرة القدم.إي يو (الإنجليزية)
- أوغستين شيريتا على موقع Soccerway.com (الإنجليزية)